# Luciosoma spilopleura
Luciosoma spilopleura is een straalvinnige vissensoort uit de familie van de eigenlijke karpers (Cyprinidae). De wetenschappelijke naam van de soort is voor het eerst geldig gepubliceerd in 1855 door Pieter Bleeker.
De soort werd ontdekt in Oost-Sumatra.